# Lili Fuchsberg
Lili Fuchsberg, Catherine Ravet (ur. 8 września 1942 w Borysławiu) – francuska muzykolożka pochodzenia żydowskiego.
Córka Estery (ur. 1906) i Abrahama (ur. 1903) Fuchsbergów, zmarłych 30 listopada 1942. Podczas okupacji hitlerowskiej, gdy miała 6 tygodni, została przekazana i była ukrywana przez Helenę i Władysława Grzegorczyków. Po wojnie adoptowana przez przybranych rodziców. Otrzymała imiona Zdzisława Katarzyna i nazwisko opiekunów – Grzegorczyk. Dzieciństwo spędziła w Nowej Rudzie. Po przyjeździe do Francji w 1969 r. pracowała przez kilka lat w domu kultury w Sceaux. Współpracowała ze stacją radiową France Musique organizując koncerty, przeprowadzając wywiady o polskich twórcach (kompozytorach, wykonawcach) oraz produkując audycje muzyczne. W telewizji France II również tworzyła audycje promujące polską kulturę. Laureatka Nagrody Historycznej Polityki 2022 w kategorii wydawnictwa źródłowe. Od 1968 zamężna z Jeanem-Frédérikiem Ravetem. Matka Natalii (ur. 1973) i Davida, babcia Estery (ur. 2021).
10 lipca 2023 w trakcie uroczystej sesji Rady Miejskiej Nowej Rudy Lili Fuchsberg (Catherine Ravet) otrzymała tytuł „Honorowej Obywatelki Nowej Rudy”.

## Edukacja
Uczęszczała do szkoły podstawowej w Nowej Rudzie. Ukończyła Liceum Muzyczne we Wrocławiu, muzykologię na Uniwersytecie Warszawskim (1968) i zrobiła specjalizację z muzyki francuskiej na Sorbonie (1971). Była wykładowczynią na wydziale muzykologii na Sorbonie (1989-2009).

## Twórczość
- Listy do mojej siostry 1947–1973, Wydawnictwo Austeria, Kraków 2021[9]. Książka wyróżniona Nagrodą Historyczną tygodnika Polityka w kategorii wydawnictwa źródłowe[10].

## Upamiętnienie
- 10 lipca 2023 podczas Festiwalu Góry Literatury parkowi miejskiemu przy ul. Strzeleckiej w Nowej Rudzie nadano imię Heleny i Władysława Grzegorczyków. W uroczystości udział wzięli: Andrzej Behan, Lili Fuchsberg, Tomasz Kiliński, Grzegorz Tokarczuk, Olga Tokarczuk, Marian Turski, Monika Wielichowska[11].
- 12 września 2023  w serwis internetowy YouTube na kanale Łukasz Kazek History Story miała miejsce premiera filmu pt. Ocalona z zagłady[12].

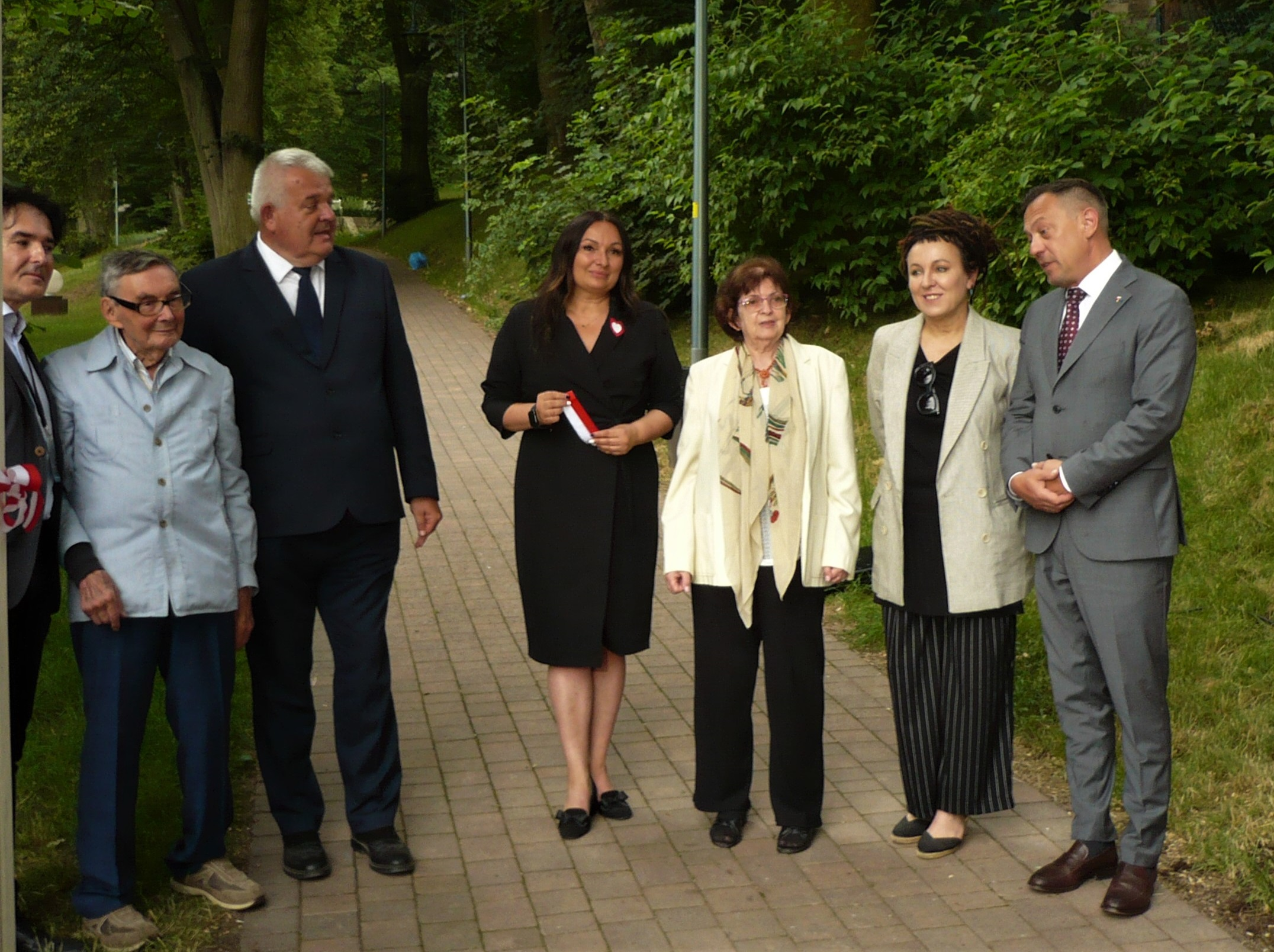
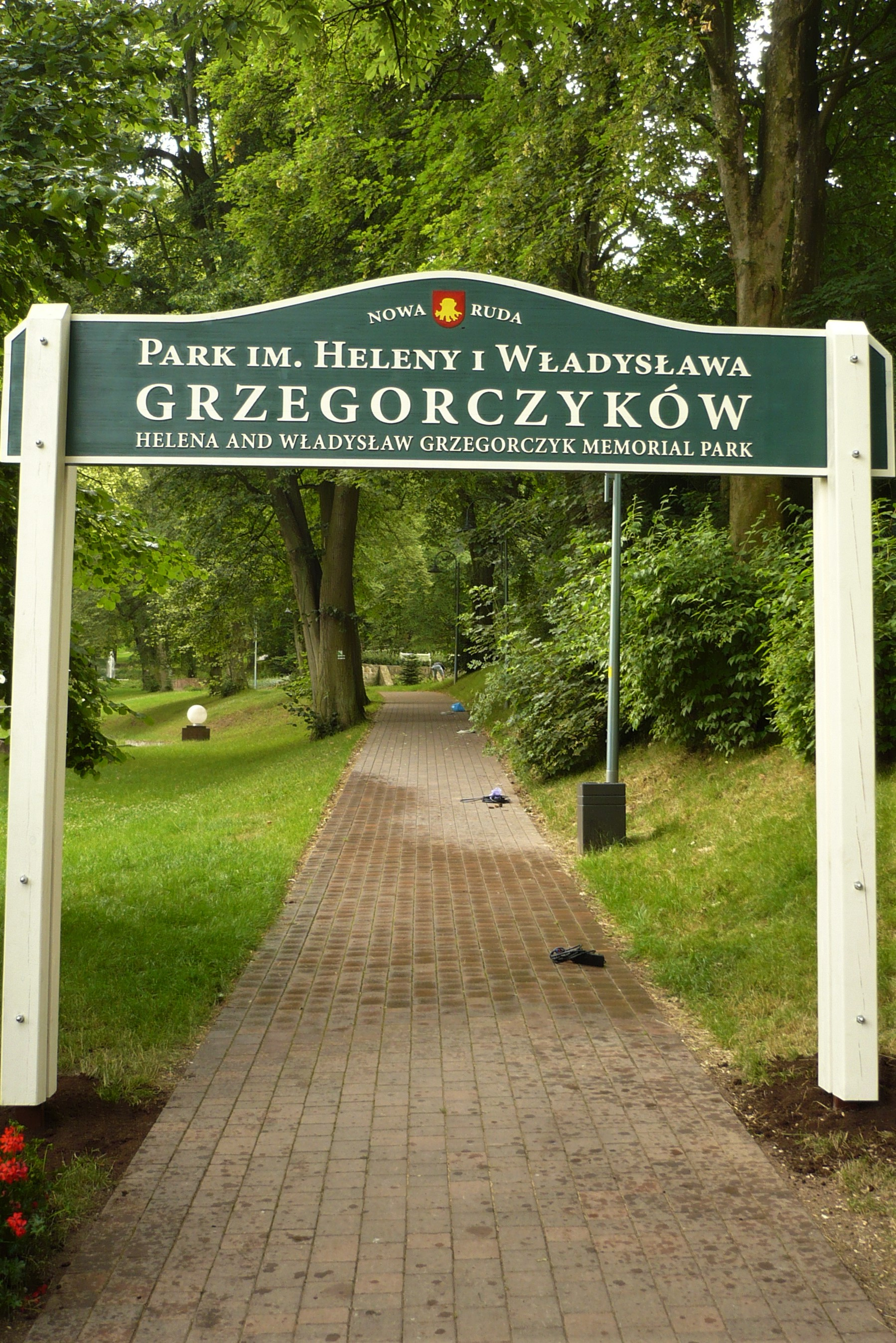
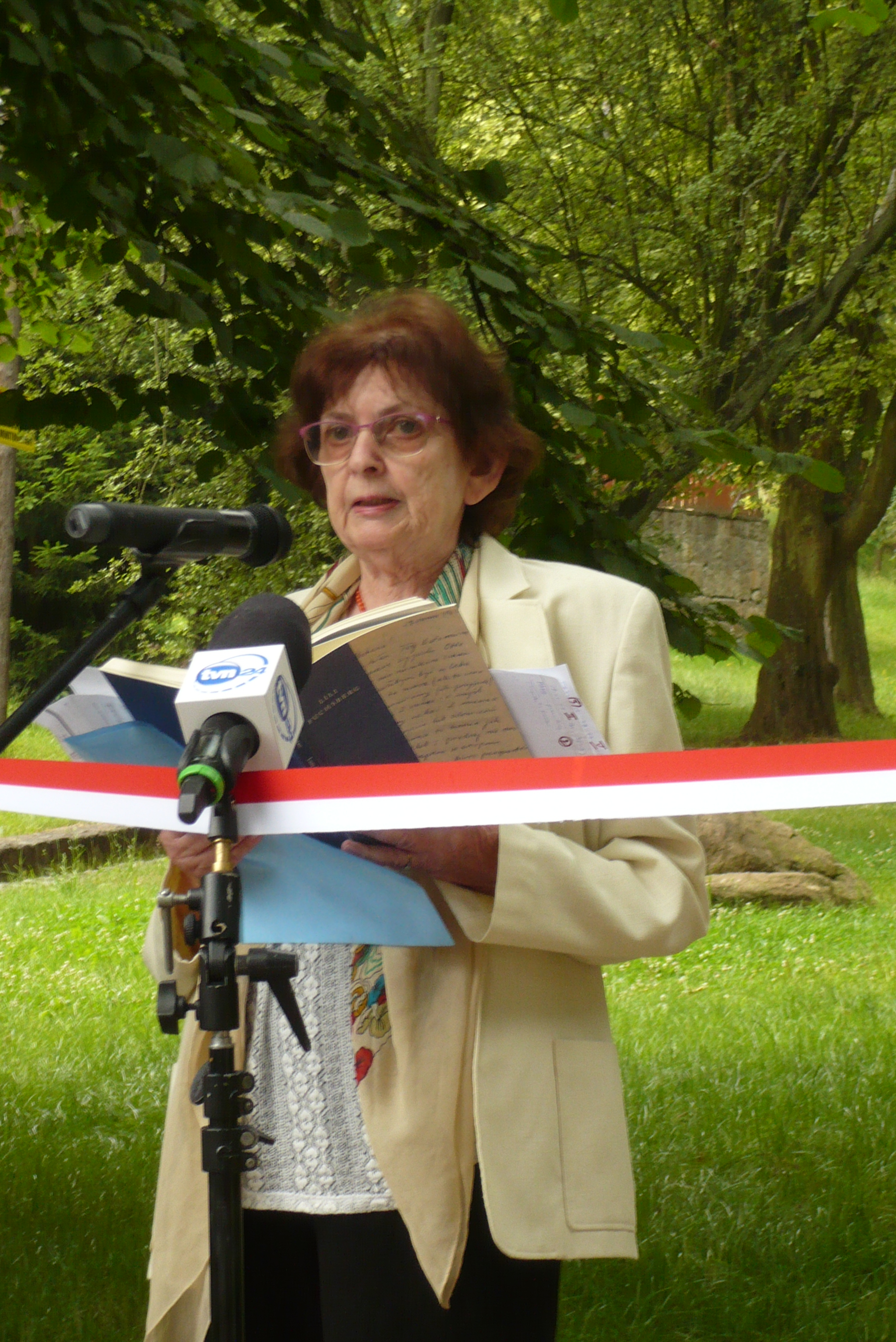
Lili Fuchsberg
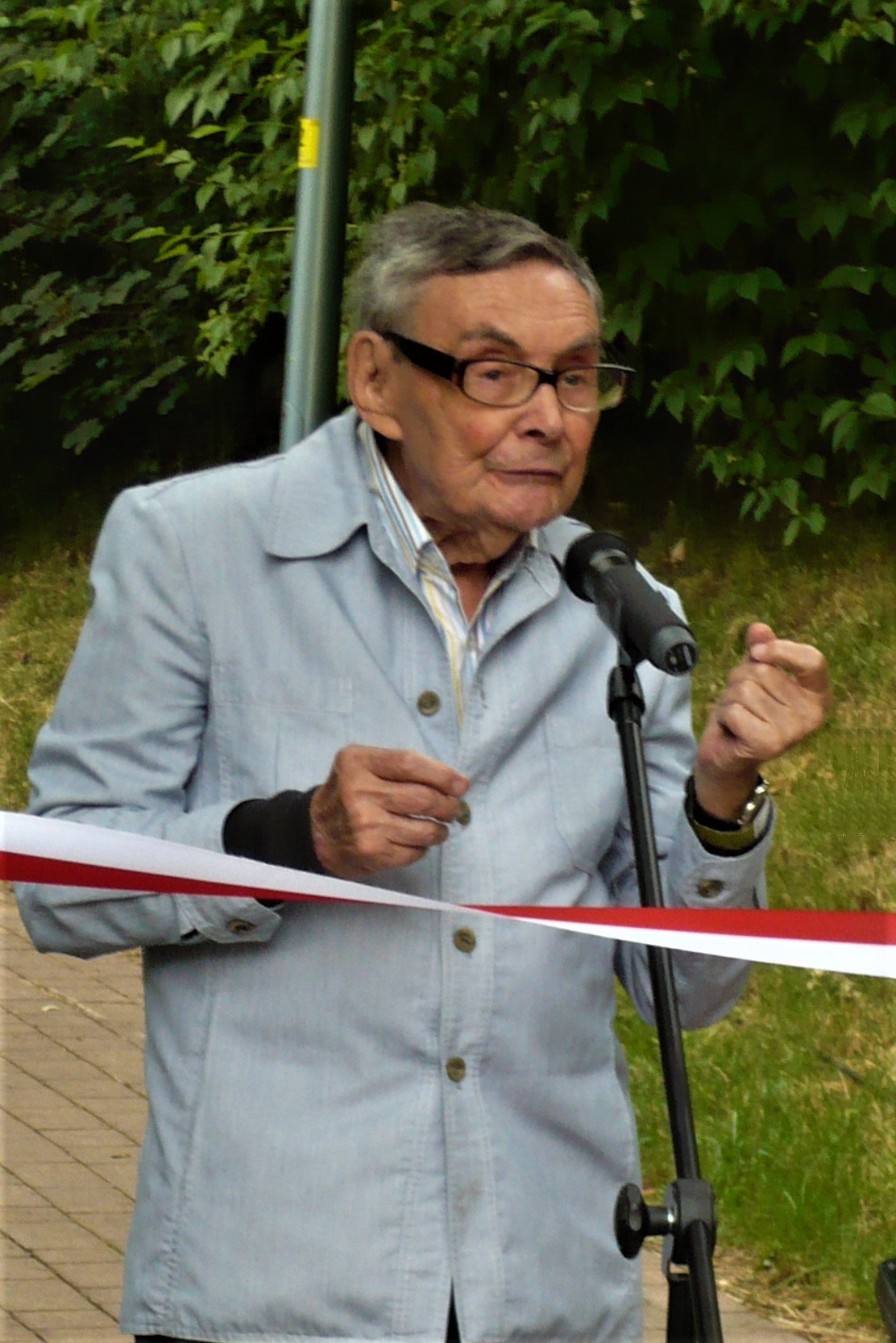
Marian Turski
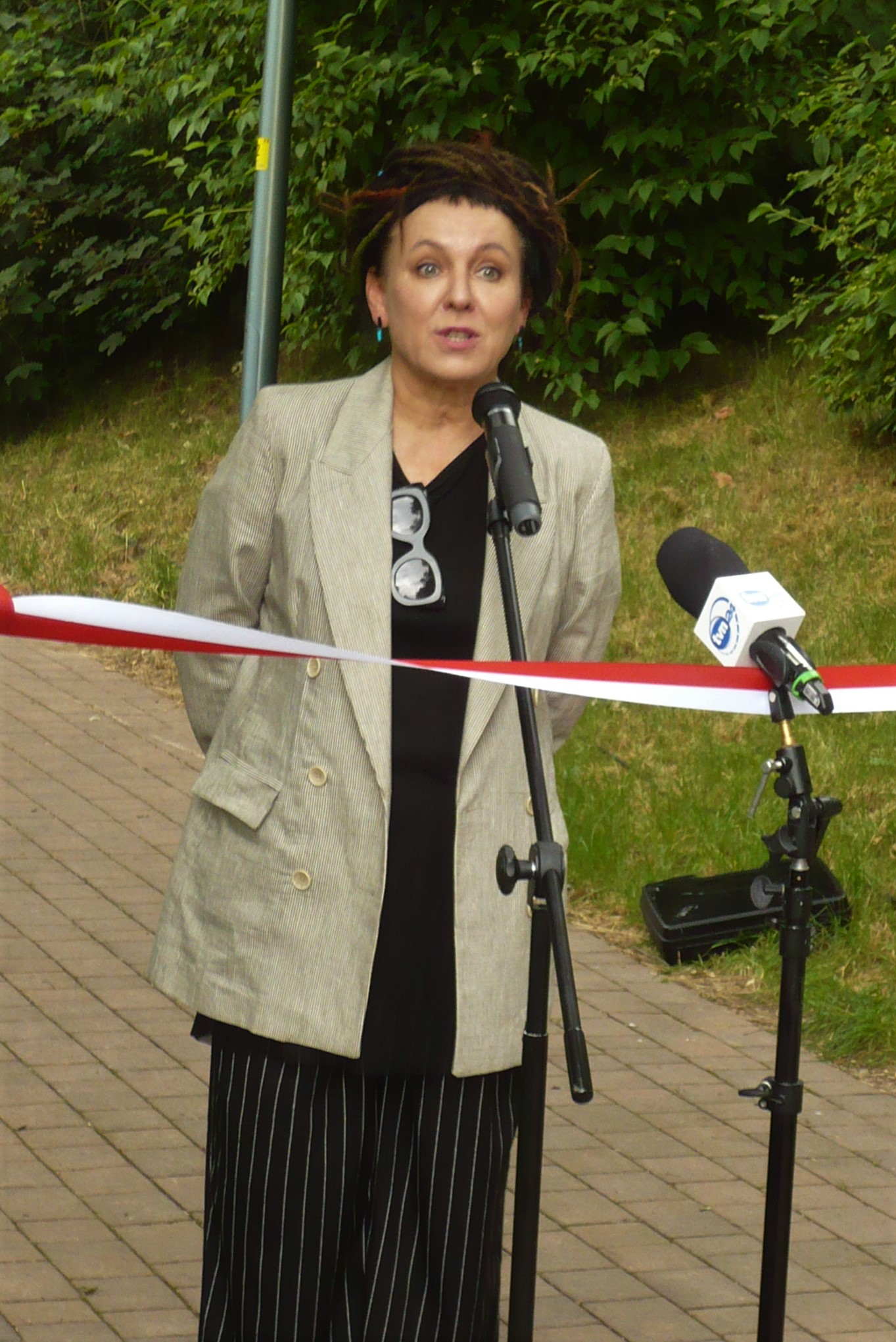
Olga Tokarczuk